# مثبطات استرداد السيروتونين والنورإبنفرين
مثبطات استرداد السيروتونين-نورإبنفرين (اس ان اراي) هي فئة من الأدوية تستخدم في المقام الأول للاكتئاب الأكبر و اضطراب القلق العام، عندما تكون مثبطات استرداد السيروتونين الانتقائية (اس اس اراي) غير فعالة. قد تشمل الاستخدامات الأخرى الألم العضلي الليفي. لا يوجد دليل واضح على أنها أكثر فعالية من مثبطات استرداد السيروتونين الانتقائية. ومع ذلك، هناك مخاوف من حدوث آثار جانبية أكبر.
تشمل الآثار الجانبية الشائعة الإمساك والنعاس وجفاف الفم والضعف الجنسي. قد تشمل الآثار الجانبية الأخرى الانتحار، خاصة عند من تقل أعمارهم عن 25 عامًا، وانخفاض الصوديوم، والنزيف، وارتفاع ضغط الدم، ومتلازمة السيروتونين. التوقف فجأة يمكن أن يؤدي إلى أعراض الانسحاب. ويعتقد أنها تعمل عن طريق منع امتصاص الخلايا العصبية للسيروتونين والنورادرينالين.
تمت الموافقة على أول SNRI، فينلافاكسين، للاستخدام الطبي في الولايات المتحدة في عام 1993. بعضها متاح كأدوية عامة وهي غير مكلفة نسبيًا. في عام 2018، احتل دولوكستين المرتبة 36 وكان عقار فيلافاكسين هو الدواء الخمسين الأكثر شيوعًا في الولايات المتحدة.

## الآثار الجانبية
نظرًا إلى عملها بشكل متشابه في رفع مستويات السيروتونين، تتشارك مثبطات استرداد السيروتونين والنورإبينفرين ومثبطات استرداد السيروتونين الانتقائية العديد من الآثار الجانبية، على الرغم من اختلاف درجتها. تشمل الآثار الجانبية الأكثر شيوعًا كلًا من الغثيان / التقيؤ، والتعرق، وفقدان الشهية، والدوخة، والصداع، وزيادة التفكير الانتحاري وخلل الوظيفة الجنسية. قد تسبب المستويات المرتفعة من النورإبينفرين في بعض الحالات القلق، وارتفاع معدل النبض بشكل خفيف وارتفاع ضغط الدم. مع ذلك، أظهرت مثبطات استرداد النورإبينفرين الانتقائية، مثل ريبوكسيتين وديسيبرامين، نجاحًا في علاج اضطرابات القلق. ينبغي على الأفراد ذوي الخطورة المرتفعة للإصابة بفرط ضغط الدم وأمراض القلب مراقبة ضغط الدم أثناء العلاج.

### خلل الوظيفة الجنسية
قد تتسبب مثبطات استرداد السيروتونين والنورإبينفرين، بشكل مشابه لمثبطات استرداد السيروتونين الانتقائية، في أنواع عديدة من خلل الوظيفة الجنسية، مثل ضعف الانتصاب، وانخفاض الرغبة الجنسية، وانعدام التلذذ الجنسي وفقد الإرجاز. يتمثل التأثيران الجانبيان الجنسيان الأكثر شيوعًا في انخفاض الاهتمام في الجنس (انخفاض الرغبة الجنسية) والصعوبة في الوصول إلى النشوة الجنسية (فقد الإرجاز)، على الرغم من حدوثهما بدرجة أخف إلى حد ما عند تعاطي مثبطات استرداد السيروتونين والنورإبينفرين مقارنة بتعاطي مثبطات استرداد السيروتونين الانتقائية. من أجل تدبير خلل الوظيفة الجنسية، أظهرت الدراسات أنه من الممكن إنقاص أعراض خلل الوظيفة الجنسية من خلال التحول إلى البوبروبيون أو التدعيم به أو من خلال إضافة مثبط «بّي دي إي 5». أظهرت الدراسات امتلاك مثبطات «بّي دي إي 5»، مثل سيلدينافيل (فياغرا)، وتادالافيل (سياليس)، وفاردنافيل (ليفيترا) وأفانافيل (ستديندرا)، دورًا مساعدًا على إنقاص خلل الوظيفة الجنسية، بما في ذلك ضعف الانتصاب، لكن كانت هذه المثبطات أكثر فعالية لدى الرجال مقارنة بالنساء.

### متلازمة السيروتونين
تكمن إحدى الآثار الجانبية الخطرة، على الرغم من ندرتها، لمثبطات استرداد السيروتونين والنورإبينفرين في متلازمة السيروتونين، التي تنجم عن فرط مستويات السيروتونين في الجسم. قد تحدث متلازمة السيروتونين بسبب تعاطي العديد من الأدوية سيروتونية الفعل بشكل متزامن، مثل مثبطات استرداد السيروتونين والنورإبينفرين أو مثبطات استرداد السيروتونين الانتقائية. تشمل الأدوية الأخرى التي تساهم في تطور متلازمة السيروتونين كلًا من مثبطات «إم إيه أو»، واللينوزوليد، والتيديزوليد، وأزرق الميثيلين، والبروكاربازين، والأمفيتامين، والكلومبرامين وغيرها. قد تشمل الأعراض المبكرة لمتلازمة السيروتونين كلًا من الغثيان، والتقيؤ، والإسهال، والتعرق، والهياج، والارتباك، وتصلب العضلات، وتوسع حدقة العين، وفرط الحرارة، والصلابة والقشعريرة. تشمل الأعراض الأكثر خطورة كلًا من الحمى، والنوبات، وعدم انتظام ضربات القلب، والهذيان والغيبوبة. في حال ظهور أي علامات أو أعراض، يجب إيقاف العلاج بالعوامل سيروتونية الفعل على الفور. توصي التدابير بغسل 4 إلى 5 من عمر النصف الخاص بالعامل سيروتوني الفعل قبل استخدام أحد مثبطات «إم إيه أو».

### النزف
تشير بعض الدراسات إلى وجود خطر النزف في السبيل المعدي المعوي العلوي، على وجه الخصوص عند تناول الفينالفاكسين، بسبب ضعف تراكم الصفيحات واستنزاف مستويات سيروتونين الصفيحات. بشكل مشابه لمثبطات استرداد السيروتونين الانتقائية، قد تتفاعل مثبطات استرداد السيروتونين والنورإبينفرين مع مضادات التخثر، مثل الوارفارين. تشير بعض الأدلة إلى زيادة خطر الإصابة بالنزف عند تعاطي مثبطات استرداد السيروتونين الانتقائية مقارنة بمثبطات استرداد السيروتونين والنورإبينفرين. توصي الدراسات بتوخي الحذر عند استخدام مثبطات استرداد السيروتونين الانتقائية أو مثبطات استرداد السيروتونين والنورإبينفرين مع جرعات عالية من مضادات الالتهاب اللاستيرويدية (إن سيدس)، مثل الإيبوبروفين النابروكسين، نظرًا إلى زيادة خطر الإصابة بالنزف الهضمي العلوي.

### المشاكل البصرية
بشكل مشابه لغيرها من مضادات الاكتئاب، ثبت أن أدوية مثبطات استرداد السيروتونين والنورإبينفرين مسؤولة عن الإصابة بمتلازمة الجليد البصري، التي تتميز بحدوث تشوش الرؤية، بالإضافة إلى الإصابة بالتكرر المرئي (الصور السلبية التالية)، والعشى (ضعف الرؤية الليلية) ورهاب الضوء (إدراك الضوء بشكل أكثر سطوعًا أو رؤية الألوان بشكل أكثر حدة). تشير الأدلة إلى اختبار 8.9% من الأفراد الذين يتعاطون مثبطات استرداد السيروتونين والنورإبينفرين متلازمة الجليد البصري، واختبار 10.5% منهم التكرر المرئي، واختبار 15.3% منهم رهاب الضوء واختبار 17.7% منهم العشى كنتيجة لتعاطي مثبطات استرداد السيروتونين والنورإبينفرين. أشارت التقارير أيضًا إلى دور كل من الأميتريبتيلين والسيتالوبرام في تطور أعراض متلازمة الجليد البصري أو تفاقمها.